# Willie Michael
William « Willie » Michael est un footballeur écossais, né en 1874 à Wishaw et mort à une date inconnue.

## Biographie
On sait peu de choses sur sa carrière mais on sait qu'il a notamment évolué dans l'équipe écossaise du Heart of Midlothian Football Club.
Michael est le meilleur buteur de la Scottish League Division One 1899-1900, avec 15 buts.

## Palmarès
Heart of Midlothian FC
- Champion du Championnat d'Écosse de football (1) :
  - 1895.
- Vice-champion du Championnat d'Écosse de football (2) :
  - 1894 & 1899.
- Meilleur buteur du Championnat d'Écosse de football (1) :
  - 1900: 15 buts.
- Vainqueur de la Scottish Cup (1) :
  - 1896.